# Emanuel Herrera
Emanuel Herrera (Fighiera, Provincia de Santa Fe, 13 de abril de 1987) es un futbolista argentino. Juega como delantero centro y su club actual es Deportes La Serena de la Primera División de Chile.
Se desarrolló como futbolista en las divisiones inferiores de Rosario Central, donde estuvo por seis años, pero sin debutar con el primer equipo. Luego disputó algunos partidos por Chacarita Juniors, Sportivo Italiano y Patronato en la segunda división argentina. La falta de opciones en su país lo llevó a buscar oportunidades en Chile tras aceptar la oferta de Deportes Concepción.
En el equipo chileno se afianzó en la titularidad. Tras una gran temporada 2011, donde anotó veintinueve goles en treinta y nueve partidos, fue contratado por Unión Española. Aunque solo estuvo media temporada, consiguió ser el máximo goleador del torneo de Apertura 2012 y anotar en cinco oportunidades en la Copa Libertadores 2012. Lo anterior interesó al Montpellier, que pagó $ 3 500 000 por la carta del jugador. En el equipo francés se mantuvo por dos temporadas, pero tras una irregular campaña en 2013 fue cedido a Tigres, donde jugó un semestre y logró ser campeón de la Copa México. 
Tras eso, Herrera fue traspasado a Emelec luego de un acuerdo entre él, el club ecuatoriano y Montpellier. En Ecuador estuvo tres temporadas, anotó veintiún goles en setenta y ocho partidos y fue campeón de la primera división en 2014 y 2015. En 2017 jugó durante el primer semestre en Melgar de Perú, con el que obtuvo el Torneo de Verano, y en Lobos de la B. U. A. P., donde no consiguió la titularidad. Al año siguiente firmó por dos temporadas con Sporting Cristal. En su primera temporada con el equipo limeño anotó cuarenta y tres goles en cuarenta y cuatro partidos, fue campeón del Torneo de Verano, del Apertura y del Campeonato Descentralizado y formó parte del equipo ideal de la temporada en Perú.

## Trayectoria

### Comienzos
Emanuel Herrera nació en Fighiera, Departamento Rosario, provincia de Santa Fe, Argentina. Estuvo seis años en la divisiones inferiores de Rosario Central, a la que ingresó tras convencer a Ángel Tulio Zof y a Ariel Cuffaro Russo. Jugó un total de 53 partidos y anotó 20 goles. Como no tuvo posibilidades de jugar en el primer equipo, dejó el club y partió cedido a Chacarita Juniors, de la Primera B Nacional. En Chacarita, con 22 años debutaría profesionalmente el 16 de mayo de 2009, jugó muy poco y al año siguiente fue cedido al Sportivo Italiano, y en 2010 al Patronato de Paraná, donde también luchó por la titularidad. Sus tres temporadas en Argentina fueron un fracaso, ya que solo jugó en dieciséis ocasiones y no marcó goles. Debido a esto, el jugador llegó incluso llegó a pensar en retirarse. Sin embargo, y por recomendación de su agente, decidió emigrar a Chile.

### Deportes Concepción
Luego de su corto paso por Patronato de Paraná, Herrera es transferido a Deportes Concepción de la Primera B chilena. Debutó oficialmente el 26 de febrero de 2011, en la primera fecha del Torneo de Apertura de la Primera B, en la que vencieron por 2-0 a Deportes Puerto Montt. Su primer tanto lo anotó en la fecha siguiente frente a Lota Schwager, al que derrotaron por la cuenta mínima. Tras esta primera anotación mantuvo una sequía goleadora que se prolongó nueve fechas, hasta que el 8 de mayo hizo un doblete en la victoria 4-1 sobre Everton de Viña del Mar. A fin de mes —el 29 de mayo—, Herrera marcó su segundo doblete en el empate 2-2 contra Rangers. Después de esto, mantuvo una racha goleadora de tres fechas en las que convirtió: un doblete a Deportes Copiapó, y un gol a Naval y San Marcos de Arica. Con todo esto concretó once goles en el primer semestre, y compartió el podio de goleadores con Claudio Latorre, Ariel Pereyra y Cristian Milla.
Durante el tiempo de receso por vacaciones y por la Copa América 2011, su equipo disputó la Copa Chile 2011. En la competición comenzó desde la Segunda Fase, donde jugó contra Club Deportivo Estrella del Mar, al que venció por 6-0 en la ida y por 4-0 en la vuelta, con lo que concretó un global de 10-0. En la instancia siguiente enfrentó a Ñublense, a Colo-Colo y a Lota Schwager. Contra ellos consiguió dos victorias, dos empates y dos derrotas; debido a esto, no pasaron a la siguiente fase. Durante la competencia, Herrera disputó dos juegos sin anotar. Debido a que la entidad fue subcampeona de la Copa Chile anterior, disputó el Partido por el Chile 3 para la Copa Sudamericana 2011 contra Universidad de Chile. En el encuentro de ida jugado en Concepción, Herrera anotó los dos goles del cuadro penquista para conseguir empatar 2-2, pero en la vuelta su club perdió por 2-0, lo que no les dejó clasificar a la Copa Sudamericana 2011.
El Clausura fue un torneo irregular para el club penquista, que comenzó con una derrota 3-0 contra Deportes Puerto Montt. En la fecha siguiente, el club goleó por 5-0 a Unión Temuco, con dos anotaciones de Herrera, que no convertía desde junio. Luego venció a Rangers de Talca por 2-0, con otro gol del jugador. Después de aquella victoria, el club estuvo ocho fechas sin conseguir el triunfo. Durante esa etapa, Herrera convirtió a: Deportes Naval, a Puerto Montt —en dos ocasiones— y a Lota Schwager. El club volvió al triunfo contra Coquimbo Unido, al que venció por 2-1 con tanto del argentino. Durante el tiempo restante, consiguieron cuatro victorias consecutivas, una derrota frente Rangers y un empate contra Deportes Copiapó. En aquella última fase de la temporada, Herrera tuvo una destacada participación, al convertir ocho goles en la misma cantidad de pleitos. Con todo esto, el jugador finalizó el torneo con dieciséis tantos y veintisiete entre el Apertura y el Clausura. Aunque Herrera acabó como el goleador del equipo y de la Primera B, ellos no consiguieron posicionarse en la segunda posición de la tabla acumulada del año para ascender a Primera División, y quedó un puesto atrás, a dos puntos de Naval.

### Unión Española

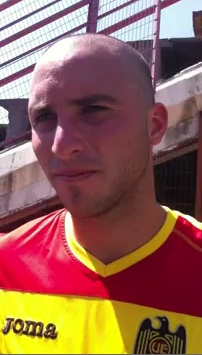
Herrera durante su etapa en Unión Española convirtió once goles en el Torneo de Apertura 2012 y cinco en la Copa Libertadores 2012.

El 13 de diciembre de 2011, se confirmó el traspaso de Herrera a Unión Española, con el que firmó un contrato por cinco años. Debutó oficialmente el 25 de enero de 2012, en el partido de primera fase de la Copa Libertadores frente a Tigres, en el cual entró en el segundo tiempo; mientras que su primer gol lo anotó en su encuentro inaugural en el Torneo de Apertura 2012 ante Audax Italiano. El 2 de febrero del mismo año, marcó en la Copa Libertadores a Tigres de México, gracias a lo cual Unión pudo clasificar a la fase de grupos, ya que luego Sebastián Jaime empató el marcador, en lo que resultó en el definitivo 2-2. Seis días más tarde, Herrera abrió la cuenta en el encuentro debut del Grupo 3 de la Copa Libertadores, en el triunfo por 2-0 sobre Junior de Barranquilla. Luego, convirtió el 2-0 en la victoria por 3-1 contra el Bolívar, que comenzó con un gol a favor al minuto de juego.
Tras cuatro fechas sin anotar en el Torneo de Apertura, convirtió un doblete a Universidad Católica en un empate 2-2 en el Estadio Santa Laura. Tras eso, marcó en las dos fechas siguientes: en la victoria 3-1 contra Palestino y en la derrota por el mismo marcador contra Huachipato. El 24 de marzo del mismo año, hizo su segundo doblete en la goleada 5-2 contra Deportes La Serena. Luego, volvió a convertir en la Copa Libertadores ante Bolívar. Este tanto se trató del último del jugador en el torneo, pues frente a Junior —en el encuentro de vuelta— y en los octavos de final ante Boca Juniors, no anotó. Además, este último frenó el avance del cuadro chileno en la competencia. En el campeonato local, Herrera continuó sus buenas actuaciones, y en las siete fechas que restaban para el inicio de los play-offs le convirtió a: Colo-Colo, Santiago Wanderers y a Universidad de Concepción. Con esto concretó diez goles en la fase regular, cifra que podía aumentar pues Unión logró la clasificación a la ronda final al quedar en la quinta posición.
En cuartos de final su equipo enfrentó a Universidad Católica, a la que venció en la ida por 3-0 con ayuda de Herrera, que marcó el último gol del partido. En la vuelta empataron 1-1 en San Carlos de Apoquindo, lo que dio el acceso a la semifinal a Unión Española En las semifinales su club enfrentó a O´higgins, club que finalmente clasificó a la final del campeonato luego de caer en la ida 0-1 y de vencer al equipo santiaguino por 2-1 en Rancagua.
Con esto finalizó su participación en el Apertura con once tantos, lo que lo dejó como goleador del torneo junto al también argentino Enzo Gutiérrez y a Sebastián Ubilla. Su primera temporada en Unión atrajo la atención del Montpellier francés —campeón de la Ligue 1 2011/12—, quién finalmente el 6 de julio de 2012 confirmó su traspaso por $ 3 500 000 dólares, por tres años.

### Montpellier y Tigres

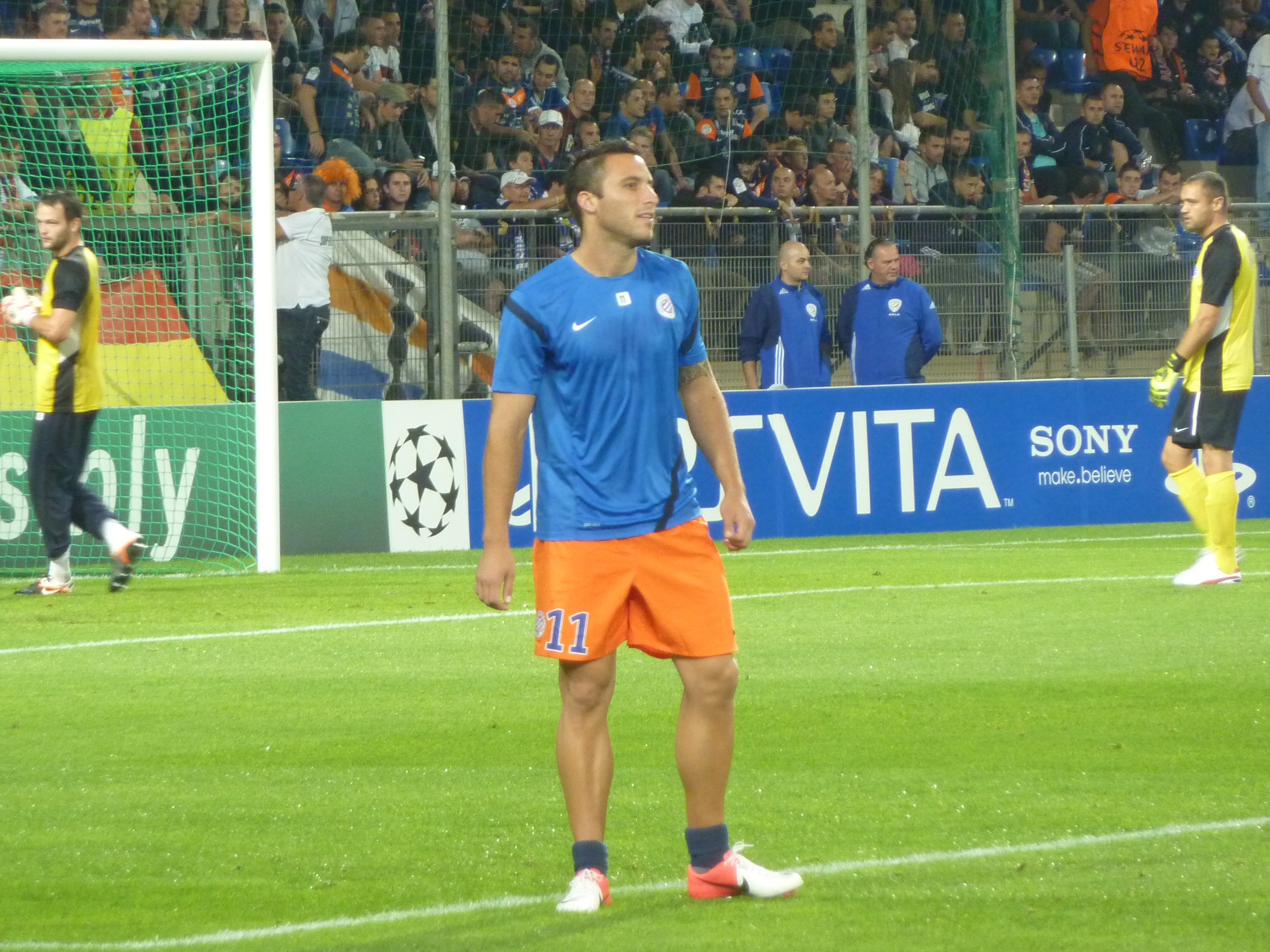
Emanuel Herrera en el encuentro de Liga de Campeones de la UEFA contra el Arsenal F. C..

El 6 de julio de 2012, fue presentado con la camiseta once con el objetivo de reemplazar al goleador del Montpellier la temporada pasada, Olivier Giroud. A su llegada, el técnico René Girard lo comparó con Gonzalo Higuaín, y dijo sobre él: «Tiene cualidades diferentes a las de Olivier [Giroud], es más poderoso y hábil. Debemos explotar sus habilidades para que el equipo salga beneficiado». También habló sobre el jugador el presidente del club, Laurent Nicollin, quién le mostró su apoyo con las siguientes palabras: «Herrera corresponde al perfil de jugador que busca nuestro entrenador. Debemos apoyarlo para que tenga una temporada exitosa, si marca diez o doce goles, la apuesta habrá funcionado».
Rápidamente se sumó a la pretemporada del cuadro galo, y convirtió su primer gol en un partido amistoso contra el O. G. C. Niza, que acabó 2-1 a favor del Montpellier. A la semana siguiente, su equipo disputó la Supercopa de Francia contra el Olympique de Lyon, que la temporada pasada había ganado la Copa de Francia 2011/12. Finalmente, el club de Lyon consiguió el torneo al vencer en penales por 4-2 tras empatar durante los noventa minutos por 2-2. A pesar de la derrota, el debut oficial de Herrera fue bueno, ya que convirtió el 2-1 transitorio de su equipo desde los doce pasos. El 10 de agosto de 2012 debutó en la Ligue 1 en el empate 1-1 contra el Toulouse F. C., en el que lo reemplazó en el minuto cincuenta y seis Henri Bedimo. En el partido siguiente, Herrera anotó por primera vez en la liga, sin embargo, su equipo perdió contra el F. C. Lorient con dos goles en los minutos finales. Tras la anotación se mantuvo algunos encuentros como titular, pero de a poco también alternó su puesto con el francés Gaëtan Charbonnier. Luego de su último gol del 1 de septiembre en la victoria 3-1 contra el Sochaux F. C., el 28 de noviembre del mismo año volvió a las redes en la victoria 3-2 contra el Niza por la Copa de la Liga de Francia. Además, en el último partido del Grupo B de la Liga de Campeones de la UEFA 2012-13, anotó el empate 1-1 de su club frente al Schalke 04. Con esto acabó la participación del club francés en la competencia, que disputaba el encuentro sin ninguna posibilidad de avanzar.
En su primer partido de 2013, jugado el 6 de enero, que definía quien pasaba a los dieciseisavos de final de la Copa de Francia, abrió el marcador ante el F. C. Bourg-Péronnas. Durante el mismo mes, Montpellier acabó eliminado de este torneo y de la Copa de la Liga tras ser derrotado por el Sochaux por 2-3 y por el Rennes por 2-0, respectivamente. A pesar de esto, Herrera consiguió anotar en dos fechas seguidas de la Ligue 1, primero en la caída ante el Olympique de Marsella por 3-2 y posteriormente en el triunfo 2-0 contra el Sochaux. Finalizó su primera temporada en Francia con diez goles en cuarenta y un partidos.
Luego de un semestre donde incluso llegó a jugar con el segundo equipo, Herrera aceptó ir cedido a Tigres por seis meses. En el club mexicano debutó oficialmente el 1 de febrero de 2014 tras ingresar en el segundo tiempo del Clásico Regiomontano contra CF Monterrey, mientras que sus primeros dos goles los anotó tres días después en un partido de la Copa MX contra Correcaminos de la UAT. Con seis goles en diecisiete partidos, además de salir campeón de la Copa México Clausura 2014, finalizó su estadía en Tigres tras no renovarse la cesión. El 16 de junio, Emelec de Ecuador compró el pase del jugador por cuatro años, esto luego de que no pudiesen contratarlo anteriormente en 2011 y 2013.

### Emelec

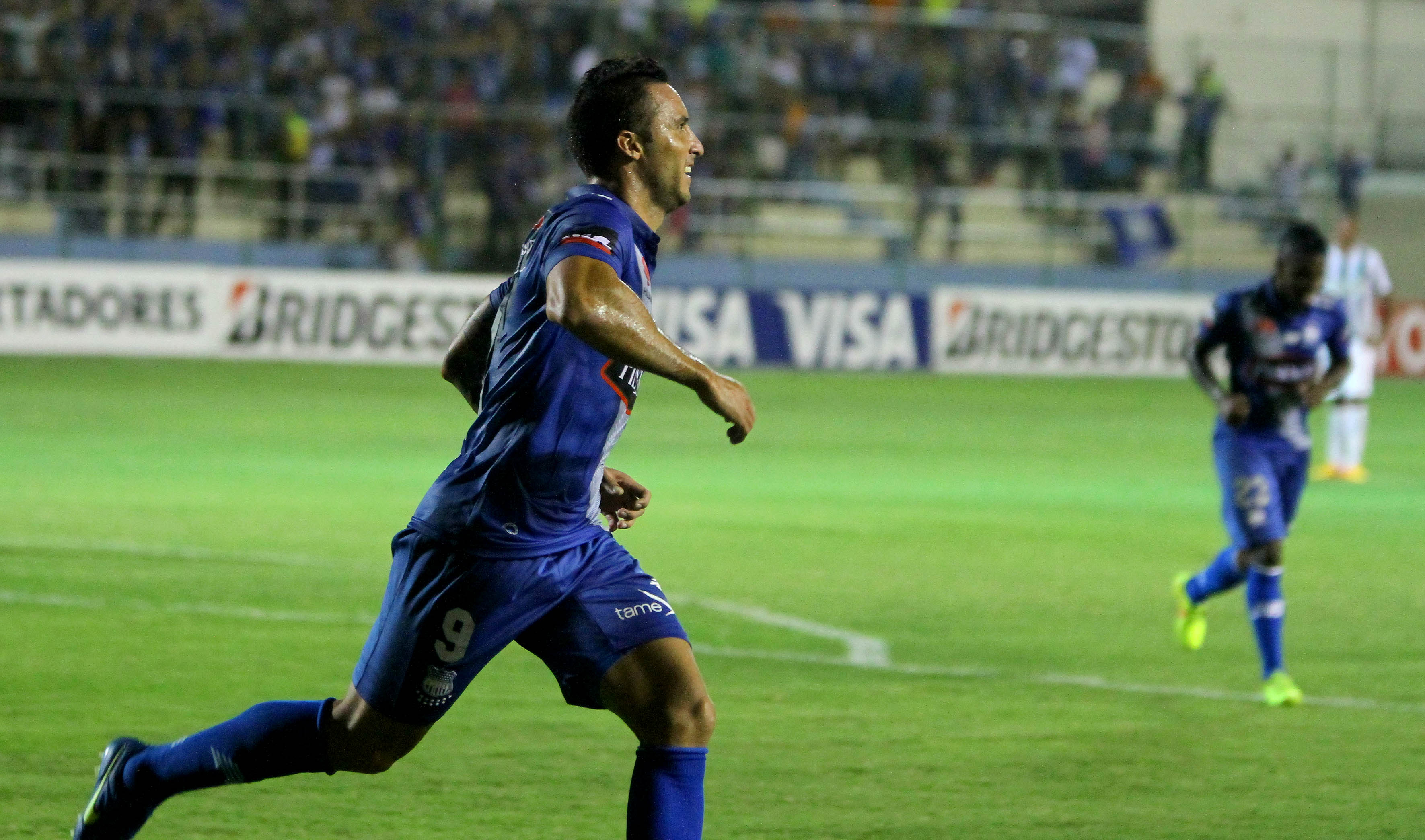
Herrera jugó durante tres temporadas en Emelec. Anotó veintiún goles y participó en la obtención del tricampeonato de su club.

El técnico Gustavo Quinteros trajo al jugador como reemplazo de Denis Stracqualursi tras su venta al Baniyas de Emiratos Árabes Unidos. Debutó el 19 de julio de 2014 en la fecha 20 de la primera etapa del campeonato ecuatoriano 2014, en la derrota por 1-0 contra Deportivo Cuenca, tras reemplazar en el minuto 65 a Luis Miguel Escalada. Todavía buscando un puesto de titular, sus primeros dos goles los anotó en la cuarta fecha de la segunda rueda, en la goleada por 5-0 a El Nacional.
Continuó alternando entre la suplencia y la titularidad y entre agosto y diciembre no convirtió goles en la Serie A ecuatoriana. El único paréntesis a esto fue la anotación en el partido de ida de los octavos de final de la Copa Sudamericana contra el Goias. En la recta final del torneo la situación mejoró para Herrera, ya que convirtió de manera continuada: primero un doblete en un duelo pendiente de la fecha 14 contra L. D. U. de Loja, otro más en la victoria por 2-1 contra Manta y el descuento en la derrota por 1-2 contra Deportivo Cuenca.
Finalmente Emelec resultó campeón del campeonato tras vencer por un global de 4-1 a Barcelona en la final, con participación del jugador solo como suplente en el partido de ida. Lo anterior hizo que tiempo después criticara la decisión del técnico Quinteros de no hacerlo jugar en las finales. Con ello terminó su primera temporada en Ecuador como campeón de la Serie A y con ocho goles en veintiséis partidos, aunque entrando en la gran mayoría desde el banquillo.
Tras perderse la pretemporada 2015 por una lesión en el tobillo, no volvió a jugar un partido por Emelec hasta el 22 de marzo, ya con el técnico Omar De Felippe a la cabeza, en la victoria por 2-0 contra Aucas. Con De Felippe el jugador fue respaldado, tuvo más opciones y sus estadísticas en la primera rueda del torneo mejoraron: siete goles en la Serie A y un gol en octavos de final de la Copa Libertadores ante Atlético Nacional. A pesar de lo anterior, en la segunda parte del año su desempeño decayó y comenzó a ser criticado por la prensa. En este período solo anotó un gol en el empate 1-1 contra Liga de Loja y en la victoria por 3-0 contra León de Huánuco por la primera fase de la Copa Sudamericana. Su baja cuota goleadora lo relegó al banco de suplentes y a entrar durante los segundos tiempos. Aunque, en el partido de ida de la final por el campeonato, el jugador fue titular y cooperó en la victoria por 3-1 contra Liga de Quito, resultado que sería definitivo en el global tras el empate 0-0 en el partido de vuelta. Con esto Emelec logró el tricampeonato de la Serie A ecuatoriana y el segundo título de Herrera en el equipo.
En su última temporada en el cuadro ecuatoriano disputó muy pocos partidos. Aunque jugó de titular en los dos primeros meses del año, período en que convirtió un gol en la primera fecha de la Serie A contra Universidad Católica y en la victoria por 2-0 contra Deportivo Táchira en la Copa Libertadores, su situación cambió luego de la derrota por 1-0 contra El Nacional el 29 de febrero de 2016. Herrera ingresó en el segundo tiempo y se perdió algunas oportunidades de gol. Por ello, tras acabar el encuentro, un aficionado bajó a la cancha e intentó acercarse para golpearlo y gritarle, pero fue disuadido por un compañero de equipo y la policía. Aunque el técnico De Felippe respaldó al jugador, no volvió a convocarlo tras el hecho. Con la llegada de Alfredo Arías como entrenador la situación del jugador no varió y, aunque volvió a jugar, quedó relegado a la suplencia. El único gol que anotó el segundo semestre fue en la Copa Sudamericana contra Deportivo La Guaira de penal. Además de todo, Emelec no pudo conseguir el tetracampeonato, ya que Barcelona fue líder en las dos etapas. 
No siendo considerado por el técnico Arias para la temporada 2017, y con un año de contrato vigente, Herrera tuvo ofertas e intereses desde Gremio, América de Cali, Cerro Porteño y Universidad Católica, sin embargo, Herrera aceptó ir a préstamo a Melgar de Perú por seis meses. En sus tres temporadas en Ecuador anotó en total veintiún goles en setenta y ocho partidos y ganó dos campeonatos.

### Melgar y Lobos de la B. U. A. P.

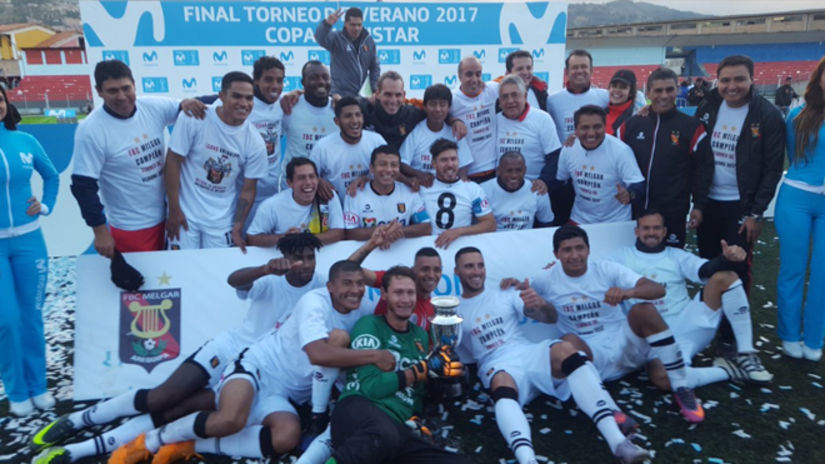
Herrera celebrando con el primer equipo de Melgar su único título con el club, el Torneo de Verano en 2017.

Herrera fue presentado en Melgar el 19 de enero de 2017 con el objetivo de reemplazar al delantero Bernardo Cuesta, uno de los goleadores históricos del club. Debutó el 5 de febrero en el empate 0-0 contra Academia Cantolao por la primera fecha del Campeonato Descentralizado, mientras que su primer gol fue el 19 del mismo mes en la victoria por 3-0 contra Unión Comercio.
Con el deseo de redimirse de sus temporadas en Ecuador, rápidamente se consolidó en la titularidad y tuvo buenos resultados tanto a nivel local como en la Copa Libertadores. En el Torneo de Verano anotó cinco goles y fue determinante para la obtención del campeonato, ya que en la final de vuelta contra UTC anotó el descuento en los últimos minutos del partido, lo que llevó a una definición por penales que finalmente ganó Melgar. En Copa Libertadores destacó a pesar de que su equipo terminó en el último lugar del grupo 3. Jugó los seis partidos que disputaron en el torneo y anotó cuatro goles, entre ellos un doblete en la derrota por 4-2 contra River Plate en el Estadio Monumental.
En el Torneo de Apertura Herrera tuvo una racha goleadora y anotó ocho goles en siete partidos. Además, hizo su primer triplete en Perú en la victoria por 4-1 contra Sporting Cristal. Su desempeño llamó la atención de otros equipos en el país, pero finalmente Lobos de la B. U. A. P. se aseguró la cesión del jugador de Emelec por seis meses, lo que marcó su segundo período en México tras su temporada en Tigres. Anotó en total diecisiete goles en veintisiete partido con Melgar.
Con el recién ascendido equipo debutó el 9 de septiembre en la derrota por 3-0 contra Monarcas Morelia. Más allá de esto, Herrera no destacó durante su etapa en Lobos, ya que solo jugó seis partidos y no anotó goles. En el Torneo de Apertura mexicano terminaron en la décima posición, sin opciones de entrar a la liguilla por el campeonato. Finalizada su cesión y el contrato que lo ligaba a Emelec, Herrera firmó con Sporting Cristal por dos temporadas.

### Sporting Cristal
Mario Salas, el nuevo técnico del equipo, confió en el jugador y le dejó debutar en la primera fecha del Torneo de Verano contra Sport Rosario, al que vencieron por 4-1 con un gol suyo. En la competencia fue determinante, ya que anotó diecisiete goles en trece partidos, lo que ayudó a Sporting Cristal a clasificar a la final y enfrentar a Sport Huancayo, al que vencieron por un global de 2-1.
En el primer torneo del año anotó en seis partidos dobletes y en la victoria contra Alianza Lima por 3-0 fue el autor de los tres goles. Mientras tanto, en el plano continental no pudieron repetir el buen desempeño que tuvieron en la liga, ya que fueron eliminados en primera fase de la Copa Sudamericana por Lanús de Argentina. Herrera disputó los dos partidos y anotó tres goles, entre ellos un doblete en la derrota por 4-2 en La Fortaleza.
El Torneo de Apertura comenzó con dificultades para el jugador, ya que Mario Salas lo marginó de las nóminas por dos fechas. Esto se debió a que criticó duramente la decisión de cambiarlo al final del partido contra Unión Comercio. Regresó a las canchas contra Real Garcilaso, al que golearon por 5-1 con dos anotaciones suyas. Solucionado el problema, continuó con su racha y anotó en total ocho goles en trece partidos, lo que resultó vital para que Sporting Cristal fuera campeón y asegurara su participación en la final por el Campeonato Descentralizado.
En el Clausura él y su equipo mantuvieron el ritmo de los torneos anteriores. El 10 de noviembre de 2018, y tras anotar un doblete en la victoria por 4-0 contra Deportivo Binacional, superó la marca de treinta y ocho goles impuesta por Eduardo Esidio en 2000. Su gran año lo coronó con la obtención del Campeonato Descentralizado tras vencer en la final a Alianza Lima por un global de 7-1.
La ADFP condecoró a Herrera por ser el máximo goleador del año en Perú. También estaba nominado a Jugador del Año y al Mejor gol, pero no lo seleccionaron. Finalizó su primera temporada en el equipo con cuarenta y tres goles en cuarenta y cuatro partidos. Además fue campeón de los torneos de Verano, Apertura y del Campeonato Descentralizado.
Su segunda temporada con Sporting Cristal estuvo marcada por una grave lesión sufrida el 28 de abril de 2019 en el empate 1-1 contra Universitario. A los 22 minutos del partido intentó un remate de larga distancia, pero se apoyó mal con su pierna izquierda y sufrió un desgarro completo del tendón rotuliano que tuvo siete meses en recuperación. El 1 de diciembre volvió a las canchas tras ingresar en reemplazo de Christian Ortiz en el partido de ida de las semifinales de la Liga 1 en la derrota 1-0 contra Alianza Lima.

### Argentinos Juniors
El 17 de febrero de 2021 firmó por Argentinos Juniors tras el pago de 180 000 dólares por el valor de su pase.

### Universitario de Deportes
En la temporada 2023 fue parte del plantel que salió campeón nacional al vencer en la final a Alianza Lima, obteniendo su quinto título nacional.
En el conjunto crema anotó 9 goles y dio 2 asistencias 

### Ñublense
Luego de terminar contrato con Club Universitario de Deportes se iría a Ñublense, donde dejaría un registro de 9 partidos y 1 gol. En junio de 2024, rescindiría su contrato de mutuo acuerdo con el club.

### Quilmes AC
A mediados del 2024, se iría al Quilmes Atlético Club, en esa temporada registro 4 goles y 2 asistencias en 10 partidos .
Para la temporada 2025 hasta abril registra un saldo de 2 goles en 9 partidos.

## Estilo de juego
Herrera, con su metro ochenta y seis de estatura destaca principalmente por su buen juego aéreo y potencia, además de poseer movilidad y rapidez en el ataque. Dentro del esquema utilizado por el técnico José Luis Sierra en Unión Española —un 4-3-3 o un 4-2-1-3— Herrera funcionó como el centrodelantero del equipo, y era habilitado principalmente por el mediocampista Mauro Díaz.

## Estadísticas

### Clubes
Actualizado de acuerdo al último partido jugado el 16 de agosto de 2025.
| Club                             | Div.          | Temporada     | Liga  | Liga  | Liga   | Copas nacionales | Copas nacionales | Copas nacionales | Torneos internacionales | Torneos internacionales | Torneos internacionales | Total | Total | Total  |
| Club                             | Div.          | Temporada     | Part. | Goles | Asist. | Part.            | Goles            | Asist.           | Part.                   | Goles                   | Asist.                  | Part. | Goles | Asist. |
| -------------------------------- | ------------- | ------------- | ----- | ----- | ------ | ---------------- | ---------------- | ---------------- | ----------------------- | ----------------------- | ----------------------- | ----- | ----- | ------ |
| Chacarita Juniors Argentina      | 2.ª           | 2008-09       | 2     | 0     | 0      | —                | —                | —                | —                       | —                       | —                       | 2     | 0     | 0      |
| Chacarita Juniors Argentina      | Total club    | Total club    | 2     | 0     | 0      | 0                | 0                | 0                | 0                       | 0                       | 0                       | 2     | 0     | 0      |
| Sportivo Italiano Argentina      | 2.ª           | 2009-10       | 4     | 0     | 0      | —                | —                | —                | —                       | —                       | —                       | 4     | 0     | 0      |
| Sportivo Italiano Argentina      | Total club    | Total club    | 4     | 0     | 0      | 0                | 0                | 0                | 0                       | 0                       | 0                       | 4     | 0     | 0      |
| Patronato Argentina              | 2.ª           | 2010-11       | 10    | 0     | 1      | —                | —                | —                | —                       | —                       | —                       | 10    | 0     | 1      |
| Patronato Argentina              | Total club    | Total club    | 10    | 0     | 1      | 0                | 0                | 0                | 0                       | 0                       | 0                       | 10    | 0     | 1      |
| Deportes Concepción · Chile      | 2.ª           | 2011          | 35    | 27    | 6      | 4                | 2                | 0                | —                       | —                       | —                       | 39    | 29    | 6      |
| Deportes Concepción · Chile      | Total club    | Total club    | 35    | 27    | 6      | 4                | 2                | 0                | 0                       | 0                       | 0                       | 39    | 29    | 6      |
| Unión Española · Chile           | 1.ª           | 2012          | 21    | 11    | 4      | —                | —                | —                | 10                      | 5                       | 2                       | 31    | 16    | 6      |
| Unión Española · Chile           | Total club    | Total club    | 21    | 11    | 4      | 0                | 0                | 0                | 10                      | 5                       | 2                       | 31    | 16    | 6      |
| Montpellier HSC Francia          | 1.ª           | 2012-13       | 32    | 6     | 1      | 6                | 3                | 2                | 3                       | 1                       | 0                       | 41    | 10    | 3      |
| Montpellier HSC Francia          | 1.ª           | 2013-14       | 9     | 0     | 0      | 1                | 0                | 0                | —                       | —                       | —                       | 10    | 0     | 0      |
| Montpellier HSC Francia          | Total club    | Total club    | 41    | 6     | 1      | 7                | 3                | 2                | 3                       | 1                       | 0                       | 51    | 10    | 3      |
| Montpellier HSC II Francia       | 5.ª           | 2012-13       | 1     | 2     | 0      | —                | —                | —                | —                       | —                       | —                       | 1     | 2     | 0      |
| Montpellier HSC II Francia       | Total club    | Total club    | 1     | 2     | 0      | 0                | 0                | 0                | 0                       | 0                       | 0                       | 1     | 2     | 0      |
| Tigres UANL · México             | 1.ª           | 2014          | 10    | 0     | 0      | 7                | 6                | 1                | —                       | —                       | —                       | 17    | 6     | 1      |
| Tigres UANL · México             | Total club    | Total club    | 10    | 0     | 0      | 7                | 6                | 1                | 0                       | 0                       | 0                       | 17    | 6     | 1      |
| Emelec · Ecuador                 | 1.ª           | 2014          | 18    | 7     | 3      | —                | —                | —                | 8                       | 1                       | 0                       | 26    | 8     | 3      |
| Emelec · Ecuador                 | 1.ª           | 2015          | 29    | 8     | 5      | —                | —                | —                | 9                       | 2                       | 0                       | 38    | 10    | 5      |
| Emelec · Ecuador                 | 1.ª           | 2016          | 11    | 1     | 0      | —                | —                | —                | 3                       | 2                       | 2                       | 14    | 3     | 2      |
| Emelec · Ecuador                 | Total club    | Total club    | 58    | 16    | 8      | 0                | 0                | 0                | 20                      | 5                       | 2                       | 78    | 21    | 10     |
| FBC Melgar · Perú                | 1.ª           | 2017          | 21    | 13    | 1      | —                | —                | —                | 6                       | 4                       | 0                       | 27    | 17    | 1      |
| FBC Melgar · Perú                | Total club    | Total club    | 21    | 13    | 1      | 0                | 0                | 0                | 6                       | 4                       | 0                       | 27    | 17    | 1      |
| Lobos BUAP · México              | 1.ª           | 2017          | 6     | 0     | 0      | —                | —                | —                | —                       | —                       | —                       | 6     | 0     | 0      |
| Lobos BUAP · México              | Total club    | Total club    | 6     | 0     | 0      | 0                | 0                | 0                | 0                       | 0                       | 0                       | 6     | 0     | 0      |
| Sporting Cristal · Perú          | 1.ª           | 2018          | 42    | 40    | 6      | —                | —                | —                | 2                       | 3                       | 0                       | 44    | 43    | 6      |
| Sporting Cristal · Perú          | 1.ª           | 2019          | 10    | 5     | 3      | —                | —                | —                | 5                       | 2                       | 0                       | 15    | 7     | 3      |
| Sporting Cristal · Perú          | 1.ª           | 2020          | 32    | 20    | 9      | —                | —                | —                | 2                       | 0                       | 0                       | 34    | 20    | 9      |
| Sporting Cristal · Perú          | Total club    | Total club    | 84    | 65    | 18     | 0                | 0                | 0                | 9                       | 5                       | 0                       | 93    | 70    | 18     |
| Argentinos Juniors Argentina     | 1.ª           | 2021          | 14    | 1     | 0      | 1                | 0                | 0                | 6                       | 2                       | 0                       | 21    | 3     | 0      |
| Argentinos Juniors Argentina     | Total club    | Total club    | 14    | 1     | 0      | 1                | 0                | 0                | 6                       | 2                       | 0                       | 21    | 3     | 0      |
| Celaya Fútbol Club · México      | 2.ª           | 2022          | 21    | 4     | 1      | —                | —                | —                | —                       | —                       | —                       | 21    | 4     | 1      |
| Celaya Fútbol Club · México      | Total club    | Total club    | 21    | 4     | 1      | 0                | 0                | 0                | 0                       | 0                       | 0                       | 21    | 4     | 1      |
| Universitario de Deportes · Perú | 1.ª           | 2023          | 26    | 6     | 1      | —                | —                | —                | 7                       | 2                       | 1                       | 33    | 8     | 2      |
| Universitario de Deportes · Perú | Total club    | Total club    | 26    | 6     | 1      | 0                | 0                | 0                | 7                       | 2                       | 1                       | 33    | 8     | 2      |
| Ñublense · Chile                 | 1.ª           | 2024          | 8     | 0     | 0      | 1                | 1                | 0                | 0                       | 0                       | 0                       | 9     | 1     | 0      |
| Ñublense · Chile                 | Total club    | Total club    | 8     | 0     | 0      | 1                | 1                | 0                | 0                       | 0                       | 0                       | 9     | 1     | 0      |
| Quilmes Argentina                | 2.ª           | 2024          | 10    | 4     | 2      | 0                | 0                | 0                | 0                       | 0                       | 0                       | 10    | 4     | 2      |
| Quilmes Argentina                | 2.ª           | 2025          | 18    | 4     | 0      | 1                | 0                | 0                | 0                       | 0                       | 0                       | 19    | 4     | 0      |
| Quilmes Argentina                | Total club    | Total club    | 28    | 8     | 2      | 1                | 0                | 0                | 0                       | 0                       | 0                       | 29    | 8     | 2      |
| Deportes La Serena · Chile       | 1.ª           | 2025          | 5     | 0     | 0      | 0                | 0                | 0                | 0                       | 0                       | 0                       | 5     | 0     | 0      |
| Deportes La Serena · Chile       | Total club    | Total club    | 5     | 0     | 0      | 0                | 0                | 0                | 0                       | 0                       | 0                       | 5     | 0     | 0      |
| Total carrera                    | Total carrera | Total carrera | 395   | 155   | 42     | 21               | 12               | 3                | 55                      | 22                      | 5                       | 472   | 189   | 50     |
| 1. 2. 3.                         |               |               |       |       |        |                  |                  |                  |                         |                         |                         |       |       |        |

### Resumen estadístico
| Competición           | Partidos | Goles | Promedio | Asistencias | Promedio | Goles y asistencias | Promedio |
| --------------------- | -------- | ----- | -------- | ----------- | -------- | ------------------- | -------- |
| Primera División      | 242      | 111   | 0,44     | 31          | 0,12     | 142                 | 0,56     |
| Segunda División      | 51       | 27    | 0,53     | 7           | 0,14     | 34                  | 0,67     |
| Quinta División       | 1        | 2     | 2,00     | 0           | 0,00     | 2                   | 2,00     |
| Copas nacionales      | 18       | 11    | 0,61     | 3           | 0,17     | 14                  | 0,78     |
| Copas internacionales | 48       | 20    | 0,42     | 4           | 0,08     | 24                  | 0,50     |
| Total                 | 360      | 171   | 0,48     | 46          | 0,13     | 217                 | 0,60     |

### Hat-tricks
| 1 | 28 de febrero de 2014   | Universitario, San Nicolás de los Garza | Tigres UANL - Puebla                    |  | 8 - 0 | Copa México Clausura 2014       |
| 2 | 24 de junio de 2017     | Monumental de la UNSA, Arequipa         | FBC Melgar - Sporting Cristal           |  | 4 - 1 | Campeonato Descentralizado 2017 |
| 3 | 7 de abril de 2018      | Nacional del Perú, Lima                 | Sporting Cristal - Alianza Lima         |  | 3 - 0 | Campeonato Descentralizado 2018 |
| 4 | 18 de noviembre de 2020 | Alejandro Villanueva, Lima              | Deportivo Binacional - Sporting Cristal |  | 3 - 6 | Liga 1 2020                     |

## Palmarés

### Títulos nacionales
| Título      | Equipo                    | País    | Año    |
| ----------- | ------------------------- | ------- | ------ |
| Copa México | Tigres                    | México  | 2014-C |
| Serie A     | Emelec                    | Ecuador | 2014   |
| Serie A     | Emelec                    | Ecuador | 2015   |
| Liga 1      | Sporting Cristal          | Perú    | 2018   |
| Liga 1      | Sporting Cristal          | Perú    | 2020   |
| Liga 1      | Universitario de Deportes | Perú    | 2023   |

### Distinciones individuales
| Distinción                                                                           | Año  |
| ------------------------------------------------------------------------------------ | ---- |
| Máximo goleador del Torneo de Apertura de la Primera B de Chile                      | 2011 |
| Máximo goleador del Torneo de Clausura de la Primera B de Chile                      | 2011 |
| Máximo goleador de la Primera B de Chile                                             | 2011 |
| Máximo goleador del Torneo de Apertura de la Primera División de Chile               | 2012 |
| Equipo ideal del Torneo de Verano de Perú según el portal periodístico DeChalaca.com | 2018 |
| Máximo goleador de la Primera División del Perú                                      | 2018 |
| Equipo ideal del Campeonato Descentralizado según DeChalaca.com                      | 2018 |
| Incluido en el mejor once del Campeonato Descentralizado según la SAFAP              | 2018 |
| Mejor jugador del Campeonato Descentralizado según la SAFAP                          | 2018 |
| Nominado a mejor gol del Campeonato Descentralizado según la ADFP                    | 2018 |
| Nominado a mejor jugador del Campeonato Descentralizado según la ADFP                | 2018 |
| Máximo goleador del Torneo Apertura de la Liga 1                                     | 2020 |
| Equipo ideal de la fase 2 (Torneo Clausura) de la Liga 1                             | 2020 |
| Máximo goleador de la Liga 1                                                         | 2020 |
| Equipo ideal de la Liga 1 según Dechalaca.com                                        | 2020 |
| Mejor once de la Liga 1 según la SAFAP                                               | 2020 |
| Mejor jugador de la Liga 1                                                           | 2020 |